# Clan Kira
Le clan Kira était un clan japonais descendant de l'empereur Seiwa (850-880) et branche cadette de la famille Ashikaga du clan Minamoto (Seiwa Genji).
Mitsuuji Ashikaga, petit-fils de Yoshiuji Ashikaga (1189-1254) fut le premier à prendre le nom de Kira.
Mitsusada Kira s'allia d'abord avec Takauji Ashikaga (1305-1358), proche membre familial et premier shogun Ashikaga, puis passa à la dynastie du Sud. Il fut défait par Kunikiyo Hatakeyama en 1360 et fit allégeance aux shoguns Ashikaga.
En fait, les Kira de la province de Mikawa étaient une branche mineure du clan Minamoto car ils n'eurent jamais le rang de shugo (gouverneur) d'aucune province durant l'époque Kamakura jusqu'à l'époque Sengoku, n'eurent jamais aucun domaine important ni ne représentèrent aucun pouvoir d'importance par comparaison avec d'autres grandes familles Seiwa-Genji.
Durant la période Edo, ils firent partie des koke, un rang inférieur aux daimyos. Les Kira sont célèbres pour Yoshinaka Kira et la vendetta des 47 rōnin.